# Tschaunerita
La tschaunerita és un mineral de la classe dels òxids que pertany al supergrup de la marokita. Va ser anomenat en honor d'Oliver Tschauner, geofísic de la Universitat de Nevada (Las Vegas), per les seves importants contribucions a la física mineral i al descobriment i caracterització de minerals d'alta pressió.

## Característiques
La tschaunerita és un òxid de fórmula química (Fe2+)(Fe2+Ti4+)O₄. Va ser aprovada com a espècie vàlida per l'Associació Mineralògica Internacional l'any 2018, sent publicada en el mes de març de 2021. Cristal·litza en el sistema ortoròmbic. És un mineral dimorf de l'ulvöspinel·la.
L'exemplar que va servir per a determinar l'espècie, el que es coneix com a material tipus, es troba conservat a la col·lecció de meteorits marcians E. Stolper de la divisió de ciències geològiques i planetàries de l'Institut Tecnològic de Califòrnia, a Pasadena (Califòrnia).

## Formació i jaciments
Va ser descoberta al meteorit marcià Shergotty, un meteorit caigut sobre el districte de Gaya (Bihar, Índia) el 25 d'agost de 1865. Aquest meteorit és l'únic indret on ha estat descrita aquesta espècie mineral.